# Grangeville (Louisiana)
Grangeville ist eine nicht rechtsfähige Gemeinde im St. Helena Parish im US-Bundesstaat Louisiana. Die nächsten Städte sind Greensburg und Montpelier.